# Osvaldo Martínez
Osvaldo David Martínez Arce (ur. 8 kwietnia 1986 w Luque) – paragwajski piłkarz z obywatelstwem meksykańskim występujący na pozycji ofensywnego pomocnika, obecnie zawodnik meksykańskiej Amériki.

## Kariera klubowa
Martínez pochodzi z miasta Luque i jest wychowankiem tamtejszego zespołu Sportivo Luqueño, skąd w 2002 roku przeszedł do znacznie bardziej utytułowanej drużyny – Club Libertad ze stołecznego Asunción. W jego barwach zadebiutował w paragwajskiej Primera División jako siedemnastolatek, w swoim premierowym sezonie strzelił także pierwszą bramkę w najwyższej klasie rozgrywkowej; 16 czerwca 2003 w wygranym 4:2 meczu ze Sportivo San Lorenzo. W tych samych rozgrywkach 2003 zdobył z Libertadem pierwszy tytuł mistrza Paragwaju, a rok później wywalczył wicemistrzostwo, jednak pełnił wówczas rolę głębokiego rezerwowego ekipy. W wyjściowym składzie zaczął pojawiać się regularnie dopiero po przyjściu do klubu argentyńskiego szkoleniowca Gerardo Martino, w 2005 roku, kiedy to osiągnął ze swoim zespołem kolejny tytuł wicemistrzowski. W sezonie 2006 po raz drugi wywalczył mistrzostwo Paragwaju, docierając również do półfinału Copa Libertadores, a później był kluczowym piłkarzem ekipy Libertadu, która pod wodzą nowego trenera Rubéna Israela zdobyła trzy tytuły mistrzowskie z rzędu – w rozgrywkach 2007, Apertura 2008 i Clausura 2008.
Wiosną 2009 Martínez za sumę trzech milionów dolarów zasilił meksykański zespół CF Monterrey. W meksykańskiej Primera División zadebiutował 17 stycznia w wygranym 4:0 spotkaniu z Pueblą i już w pierwszej minucie tego meczu wpisał się na listę strzelców. Szybko został podstawowym piłkarzem ekipy prowadzonej przez Víctora Manuela Vuceticha i w jesiennym sezonie Apertura 2009 wywalczył z nią tytuł mistrza Meksyku. W styczniu 2010 triumfował w turnieju kwalifikacyjnym do Copa Libertadores – InterLidze, natomiast w rozgrywkach Apertura 2010 zdobył kolejny tytuł mistrzowski. Ponadto w 2011 roku triumfował z Monterrey w Lidze Mistrzów CONCACAF. Bezpośrednio po tym odszedł do zespołu Atlante FC z siedzibą w Cancún. Tam od razu wywalczył sobie pewne miejsce w wyjściowej jedenastce, zostając kluczowym graczem zespołu. Po upływie roku został mianowany kapitanem Atlante przez trenera Ricardo La Volpe, który jeszcze jako szkoleniowiec Monterrey stał za sprowadzeniem swojego podopiecznego do Meksyku. Barwy tej drużyny reprezentował przez półtora roku, nie odnosząc większych sukcesów.
W styczniu 2013 Martínez przeszedł do krajowego giganta – zespołu Club América z siedzibą w stołecznym mieście Meksyk, w miejsce dotychczasowego rozgrywającego tej ekipy Daniela Montenegro. Już w swoim premierowym sezonie w nowym klubie, wiosennych rozgrywkach Clausura 2013, jako podstawowy piłkarz wywalczył z Américą trzecie w swojej karierze mistrzostwo Meksyku, zaś pół roku później, w jesiennym sezonie Apertura 2013, zanotował z drużyną prowadzoną przez Miguela Herrerę tytuł wicemistrzowski. Kilka miesięcy później otrzymał meksykańskie obywatelstwo, w wyniku wieloletniego zamieszkiwania w tym kraju, zaś podczas rozgrywek Apertura 2014 zdobył z Américą trzeci w swojej karierze tytuł mistrza Meksyku, mając pewne miejsce w wyjściowym składzie. W 2015 roku zajął natomiast drugie miejsce w krajowym superpucharze – Campeón de Campeones, a także po raz drugi w karierze triumfował w najbardziej prestiżowych rozgrywkach północnoamerykańskiego kontynentu – Lidze Mistrzów CONCACAF.
W tym samym 2015 roku Martínez wziął udział w Klubowych Mistrzostwach Świata, zajmując na nich wraz z Américą piąte miejsce. W 2016 roku po raz drugi z rzędu wygrał natomiast Ligę Mistrzów CONCACAF.
| Sezon     | Klub          | Kraj     | Rozgrywki        | Mecze | Bramki |
| --------- | ------------- | -------- | ---------------- | ----- | ------ |
| 2003      | Club Libertad | Paragwaj | Primera División | 5     | 1      |
| 2004      | Club Libertad | Paragwaj | Primera División | 2     | 0      |
| 2005      | Club Libertad | Paragwaj | Primera División | 13    | 2      |
| 2006      | Club Libertad | Paragwaj | Primera División | 29    | 5      |
| 2007      | Club Libertad | Paragwaj | Primera División | 38    | 10     |
| 2008      | Club Libertad | Paragwaj | Primera División | 39    | 9      |
| 2008/2009 | CF Monterrey  | Meksyk   | Liga MX          | 18    | 1      |
| 2009/2010 | CF Monterrey  | Meksyk   | Liga MX          | 40    | 8      |
| 2010/2011 | CF Monterrey  | Meksyk   | Liga MX          | 36    | 4      |
| 2011/2012 | Atlante FC    | Meksyk   | Liga MX          | 33    | 12     |
| 2012/2013 | Atlante FC    | Meksyk   | Liga MX          | 16    | 3      |
| 2012/2013 | Club América  | Meksyk   | Liga MX          | 22    | 2      |
| 2013/2014 | Club América  | Meksyk   | Liga MX          | 33    | 1      |
| 2014/2015 | Club América  | Meksyk   | Liga MX          | 40    | 4      |
| 2015/2016 | Club América  | Meksyk   | Liga MX          | 41    | 7      |
| 2016/2017 | Club América  | Meksyk   | Liga MX          |       |        |

## Kariera reprezentacyjna
W 2003 roku Martínez został powołany przez szkoleniowca Cristóbala Maldonado do reprezentacji Paragwaju U-17 na Mistrzostwa Ameryki Południowej U-17. Tam miał niepodważalne miejsce w wyjściowym składzie i rozegrał wszystkie cztery spotkania od pierwszej do ostatniej minuty, zdobywając bramkę w spotkaniu z Boliwią (2:1). Jego kadra zanotowała natomiast dwa zwycięstwa i dwie porażki, nie awansując do rundy finałowej, wskutek czego nie zdołała się zakwalifikować na Mistrzostwa Świata U-17 w Finlandii.
W 2005 roku Martínez znalazł się w składzie reprezentacji Paragwaju U-20 na kolejne Mistrzostwa Ameryki Południowej U-20, gdzie tym razem nie miał tak mocnej pozycji w pierwszej jedenastce i na boiskach pojawiał się trzykrotnie, nie zdobywając bramki. Paragwajczycy, ponownie prowadzeni przez Maldonado, nie awansowali ostatecznie na Mistrzostwa Świata U-20 w Holandii, odpadając z rozgrywek kontynentalnych już w pierwszej rundzie.
W seniorskiej reprezentacji Paragwaju Martínez zadebiutował za kadencji selekcjonera Gerardo Martino – swojego byłego trenera z Libertadu – 15 października 2008 w wygranym 1:0 spotkaniu z Peru, w ramach eliminacji do Mistrzostw Świata 2010, na które jego drużyna zdołała się zakwalifikować. W 2010 roku znalazł się we szerokim składzie Paragwaju na Mistrzostwa Świata w RPA, jednak ostatecznie nie został powołany przez selekcjonera Martino do finalnej kadry na mundial. Premierowego gola w kadrze narodowej strzelił 12 października 2010 w wygranym 2:0 meczu towarzyskim z Nową Zelandią. W 2011 roku został powołany na rozgrywany w Argentynie turniej Copa América, podczas którego pozostawał rezerwowym swojej reprezentacji i wystąpił tylko w dwóch pojedynkach (w obydwóch wchodząc z ławki), za to Paragwajczycy zdołali dotrzeć aż do finału, gdzie jednak okazali się gorsi od Urugwaju (0:3). Ma za sobą również udział w eliminacjach do Mistrzostw Świata, rozgrywając jednak w ich ramach tylko jedno spotkanie (z szesnastu możliwych), zaś paragwajska kadra nie awansowała na mundial.
W 2015 roku Martínez znalazł się w ogłoszonym przez Ramóna Díaza składzie na kolejny turniej Copa América. Na chilijskich boiskach ponownie pełnił jednak wyłącznie rolę rezerwowego, rozgrywając dwa z sześciu możliwych spotkań (jedno w pierwszym składzie), zaś Paragwajczycy odpadli wówczas z rozgrywek w półfinale, znacząco ulegając Argentynie (1:6).